# Ligue 2
La Ligue 2 (conocida como Ligue 2 BKT por motivos de patrocinio, y oficialmente como Campeonato de fútbol francés de Ligue 2) (en francés: Championnat de France de football de Ligue 2)— es la segunda categoría del sistema de ligas de fútbol de Francia organizada por Ligue de Football Professionnel y se juega desde 1933 (excepto entre 1940 y 1945, debido a la Segunda Guerra Mundial). Es en jerarquía, la segunda liga más importante del fútbol francés. Se otorga el título de campeón de la Ligue 2 al club que termine primero de la clasificación al final de la temporada.
Se llamó Division 2 (D2) desde 1972 hasta 2002, y se llamará Ligue 2 BKT desde 2021 por motivos comerciales.
El actual campeón es el F.C Lorient, que conquistó su segundo título en la temporada 2024-2025.

## Historia
El campeonato de fútbol fue creado en Francia en el año 1894. A imitación del campeonato inglés, que creó su segunda división en 1892, Francia decide, en 1896, dar marcha al nuevo campeonato de fútbol. Desde 1933, los equipos que en ella quisieran participar, tendrían que adquirir el estatus de equipos profesionales, algo que no variaría hasta 1970, cuando los equipos amateurs pudieron volver a jugar en esta división. En 1992, de nuevo fue vetada la participación a los equipos no profesionales, los cuales siguen sin poder jugar en esta división. Durante todo ese tiempo, la Ligue 2 se denominó D2, nombre que cambió por el actual en el año 2002.

## Sistema de competición
Como en la gran mayoría de las ligas de fútbol, si en un partido uno de los equipos gana y el otro pierde, el vencedor consigue tres puntos y el perdedor, ninguno. En caso de que empaten, ambos equipos consiguen un punto. El equipo que, una vez acabados todos los partidos que corresponden jugar esa liga, haya conseguido un mayor número de puntos se proclama vencedor del campeonato. Además, al tratarse de una división inferior, este primer clasificado, junto al segundo ascienden a la primera división francesa: la Ligue 1. El tercero,  cuarto y quinto clasificado pasan a los play-offs de acenso. Primero se enfrentan el cuarto y el quinto en campo del cuarto a partido único y el ganador de esta serie se enfrenta en la ronda final al tercero también a partido único y en casa de este último. El ganador de la ronda final asciende para conformar la tripleta de los tres equipos que ascienden. 
Sin embargo, de la misma manera que en la mayoría de las divisiones (ya que no se trata de la última división de fútbol francesa), un número determinado de equipos desciende, en este caso los tres últimos: el 18º, el 19º y el 20º clasificado descienden al Championnat National.
Los clubes de la Ligue 2 participan en la Copa de la Liga, con los clubes de Ligue 1 y los de Championnat National con estatus profesional.

## Equipos participantes

### Temporada 2024-25
| Club                                    | Ciudad           | Estadio                   | Clasificación temporada 2023-24 |
| --------------------------------------- | ---------------- | ------------------------- | ------------------------------- |
| Rodez Aveyron Football                  | Rodez            | Stade Paul-Lignon         | 4°                              |
| Paris Football Club                     | París            | Stade Charléty            | 5°                              |
| Stade Malherbe Caen                     | Caen             | Stade Michel d'Ornano     | 6°                              |
| Stade Lavallois Mayenne Football Club   | Laval            | Stade Francis Le Basser   | 7°                              |
| Amiens Sporting Club                    | Amiens           | Stade de la Licorne       | 8°                              |
| En Avant de Guingamp                    | Guingamp         | Stade du Roudourou        | 9°                              |
| Pau Football Club                       | Pau              | Stade de Pau              | 10°                             |
| Grenoble Foot                           | Grenoble         | Stade des Alpes           | 11°                             |
| Football Club Girondins de Burdeos      | Burdeos          | Stade Bordeaux-Atlantique | 12°                             |
| Sporting Club Bastiais                  | Bastia           | Stade Armand Cesari       | 13°                             |
| Annecy Football Club                    | Annecy           | Parc des Sports           | 14°                             |
| Athletic Club Ajaccien                  | Ajaccio          | Estadio François-Coty     | 15°                             |
| Union Sportive du Littoral de Dunkerque | Dunkerque        | Stade Marcel-Tribut       | 16°                             |
| Football Club de Metz                   | Metz             | Stade Saint-Symphorien    | 16° en Ligue 1                  |
| Football Club Lorient                   | Lorient          | Stade du Moustoir         | 17° en Ligue 1                  |
| Clermont Foot 63                        | Clermont-Ferrand | Stade Gabriel Montpied    | 18° en Ligue 1                  |
| Red Star Football Club                  | Saint-Ouen       | Stade Bauer               | 1° en Championnat National      |
| Football Club de Martigues              | Martigues        | Stade Francis Turcan      | 2° en Championnat National      |

Nota: las banderas son proposiciones representativas por región, departamento o territorio histórico. En Francia no es habitual utilizar banderas de las regiones o departamentos. 

## Historial
| Temporada | Campeón                                                                | Subcampeón                                         | Tercer Ascenso                                |
| --------- | ---------------------------------------------------------------------- | -------------------------------------------------- | --------------------------------------------- |
| 1933-34   | Torneo Norte Red Star FC (1) Torneo Sur Olympique Alès                 | FC Mulhouse                                        | Racing Estrasburgo                            |
| 1934-35   | Football Club de Metz                                                  | Valenciennes                                       | ninguno                                       |
| 1935-36   | FC Rouen                                                               | RC Roubaix                                         | ninguno                                       |
| 1936-37   | Racing Lens                                                            | Valenciennes                                       | ninguno                                       |
| 1937-38   | Le Havre Athletic Club                                                 | Saint-Étienne                                      | ninguno                                       |
| 1938-39   | Red Star FC                                                            | Stade Rennes                                       | ninguno                                       |
| 1939-1945 | No disputado por la Segunda Guerra Mundial                             | No disputado por la Segunda Guerra Mundial         | No disputado por la Segunda Guerra Mundial    |
| 1945-46   | Torneo Norte FC Nancy Torneo Sur Montpellier HSC                       | Torneo Norte Stade Français Torneo Sur Toulouse FC |                                               |
| 1946-47   | Sochaux-Montbéliard FC                                                 | Olympique Alès                                     | ninguno                                       |
| 1947-48   | Olympique Gymnaste Club de Nice                                        | SR Colmar                                          | ninguno                                       |
| 1948-49*  | Racing Lens                                                            | Girondins de Bordeaux                              | ninguno                                       |
| 1949-50   | Nîmes Olympique                                                        | Le Havre                                           | ninguno                                       |
| 1950-51   | Olympique de Lyon                                                      | Metz                                               | ninguno                                       |
| 1951-52   | Stade Francais Paris                                                   | Montpellier HSC                                    | Valenciennes FC                               |
| 1952-53   | Toulouse FC                                                            | Mónaco                                             | Racing Estrasburgo                            |
| 1953-54   | Olympique de Lyon                                                      | Troyes                                             | Racing Paris                                  |
| 1954-55   | CS Sedan-Torcy                                                         | Red Star (sin ascenso)                             | ninguno                                       |
| 1955-56   | Stade Rennes FC                                                        | Angers                                             | Valenciennes FC                               |
| 1956-57   | Olympique Alès                                                         | AS Béziers                                         | Lille OSC                                     |
| 1957-58   | FC Nancy                                                               | Stade Rennes                                       | Limoges FC y Racing Estrasburgo               |
| 1958-59   | Le Havre Athletic Club                                                 | Stade Francais Paris                               | SC Toulon y Girondins de Bordeaux             |
| 1959-60   | Grenoble Foot 38                                                       | FC Nancy                                           | FC Rouen y Espérance Sportive Troyes          |
| 1960-61   | Montpellier Hérault Sport Club                                         | Metz                                               | FC Sochaux y Racing Estrasburgo               |
| 1961-62   | Grenoble Foot 38                                                       | Valenciennes                                       | Girondins de Bordeaux y Olympique de Marsella |
| 1962-63   | AS Saint-Étienne                                                       | Nantes                                             | ninguno                                       |
| 1963-64   | Lille Olympique Sporting Club                                          | Sochaux-Montbéliard                                | SC Toulon                                     |
| 1964-65   | Olympique Gymnaste Club de Nice                                        | Red Star                                           | AS Cannes                                     |
| 1965-66   | Stade de Reims                                                         | Olympique de Marsella                              | ninguno                                       |
| 1966-67   | Athletic Ajaccio                                                       | Metz                                               | AS Aix                                        |
| 1967-68   | SC Bastia                                                              | Nîmes Olympique                                    | ninguno                                       |
| 1968-69   | Angers SCO                                                             | AS Angoulême                                       | ninguno                                       |
| 1969-70   | Olympique Gymnaste Club de Nice                                        | AS Nancy                                           | Stade de Reims                                |
| 1970-71   | Torneo centro Paris Saint-Germain                                      | Torneo sur AS Monaco FC                            | Torneo Norte Lille OSC                        |
| 1971-72   | US Valenciennes-Anzin                                                  | Racing Estrasburgo                                 | CS Sedan-Ardennes                             |
| 1972-73   | Racing Lens                                                            | Troyes AF                                          | ninguno                                       |
| 1973-74   | Lille OSC                                                              | Red Star FC                                        | ninguno                                       |
| 1974-75   | AS Nancy-Lorraine                                                      | US Valenciennes-Anzin                              | ninguno                                       |
| 1975-76   | SCO Angers                                                             | Stade rennais                                      | ninguno                                       |
| 1976-77   | Racing Estrasburgo                                                     | AS Monaco                                          | FC Rouen                                      |
| 1977-78   | Lille OSC                                                              | SCO Angers                                         | Paris FC                                      |
| 1978-79   | FC Gueugnon                                                            | Stade brestois                                     | RC Lens                                       |
| 1979-80   | AJ Auxerre                                                             | Tours Football Club                                | ninguno                                       |
| 1980-81   | Stade Brestois 29                                                      | Montpellier HSC                                    | ninguno                                       |
| 1981-82   | Toulouse FC                                                            | FC Rouen                                           | FC Mulhouse                                   |
| 1982-83   | Stade Rennais FC                                                       | SC Toulon                                          | Nîmes Olympique                               |
| 1983-84   | Tours Football Club                                                    | Olympique de Marsella                              | Racing Paris                                  |
| 1984-85   | Havre Athletic Club                                                    | OGC Nice                                           | Stade Rennais Football Club                   |
| 1985-86   | Racing Club de Paris                                                   | AS Saint-Étienne                                   | ninguno                                       |
| 1986-87   | Montpellier Hérault Sport Club                                         | Chamois Niortais Football Club                     | AS Cannes                                     |
| 1987-88   | Racing Estrasburgo                                                     | FC Sochaux                                         | SM Caen                                       |
| 1988-89   | Olympique Lyon                                                         | FC Mulhouse                                        | Stade Brestois 29                             |
| 1989-90   | AS Nancy-Lorraine                                                      | Stade Rennais Football Club                        | ninguno                                       |
| 1990-91   | Le Havre Athletic Club                                                 | Nîmes Olympique                                    | Racing Club Lens                              |
| 1991-92   | Girondins de Bordeaux                                                  | US Valenciennes-Anzin                              | Racing Estrasburgo                            |
| 1992-93   | FC Martigues                                                           | Angers SCO                                         | AS Cannes                                     |
| 1993-94   | Olympique Gymnaste Club de Nice                                        | Stade Rennes                                       | SC Bastia                                     |
| 1994-95   | Olympique de Marsella (no asciende por escándalo de amaño de partidos) | Guingamp                                           | FC Gueugnon                                   |
| 1995-96   | SM Caen                                                                | Olympique de Marsella                              | AS Nancy-Lorraine                             |
| 1996-97   | LB Châteauroux                                                         | Toulouse                                           | ninguno                                       |
| 1997-98   | AS Nancy-Lorraine                                                      | Lorient                                            | FC Sochaux                                    |
| 1998-99   | AS Saint-Étienne                                                       | Sedan                                              | ES Troyes AC                                  |
| 1999-00   | Lille Olympique Sporting Club                                          | Guingamp                                           | Toulouse FC                                   |
| 2000-01   | FC Sochaux-Montbéliard                                                 | Lorient                                            | Montpellier Hérault Sport Club                |
| 2001-02   | Athletic Ajaccio                                                       | Racing Estrasburgo                                 | OGC Nice                                      |
| 2002-03   | Toulouse FC                                                            | Le Mans                                            | FC Metz                                       |
| 2003-04   | AS Saint-Étienne                                                       | Caen                                               | FC Istres                                     |
| 2004-05   | AS Nancy-Lorraine                                                      | Le Mans                                            | ES Troyes AC                                  |
| 2005-06   | Valenciennes FC                                                        | Sedan                                              | FC Lorient                                    |
| 2006-07   | FC Metz                                                                | Caen                                               | Racing Estrasburgo                            |
| 2007-08   | Le Havre Athletic Club                                                 | Nantes                                             | Grenoble Foot                                 |
| 2008-09   | Racing Lens                                                            | Montpellier                                        | US Boulogne                                   |
| 2009-10   | SM Caen                                                                | Stade Brestois                                     | AC Arles-Avignon                              |
| 2010-11   | Évian Thonon Gaillard FC                                               | Ajaccio                                            | Dijon FCO                                     |
| 2011-12   | SC Bastia                                                              | Stade de Reims                                     | Troyes                                        |
| 2012-13   | AS Mónaco                                                              | Guingamp                                           | Nantes                                        |
| 2013-14   | FC Metz                                                                | Racing Lens                                        | SM Caen                                       |
| 2014-15   | ES Troyes                                                              | Gazélec Ajaccio                                    | Angers                                        |
| 2015-16   | AS Nancy-Lorraine                                                      | Dijon FCO                                          | Football Club de Metz                         |
| 2016-17   | Racing Estrasburgo                                                     | Amiens SC                                          | Troyes AC                                     |
| 2017-18   | Stade de Reims                                                         | Nîmes Olympique                                    | ninguno                                       |
| 2018-19   | FC Metz                                                                | Stade Brestois 29                                  | ninguno                                       |
| 2019-20   | FC Lorient                                                             | Racing Lens                                        | ninguno                                       |
| 2020-21   | Troyes AC                                                              | Clermont Foot 63                                   | ninguno                                       |
| 2021-22   | Toulouse FC                                                            | AC Ajaccio                                         | AJ Auxerre                                    |
| 2022-23   | Havre Athletic Club                                                    | Football Club de Metz                              | ninguno                                       |
| 2023-24   | AJ Auxerre                                                             | Angers                                             | AS Saint-Étienne                              |
| 2024-25   | FC Lorient                                                             | Paris FC                                           | FC Metz                                       |

* En 1948-49 el 1. FC Saarbrücken fue campeón de la categoría bajo el nombre de FC Sarrebruck, pero como era un equipo alemán no se tuvo en cuenta en la clasificación final.

### Palmarés
Nota: las banderas son proposiciones representativas por región, departamento o territorio histórico. En Francia no es habitual utilizar banderas de las regiones o departamentos. 
| Club                                     | Títulos | Años de los campeonatos            |
| ---------------------------------------- | ------- | ---------------------------------- |
| Havre Athletic Club                      | 6       | 1938, 1959, 1985, 1991, 2008, 2023 |
| Association Sportive Nancy-Lorraine      | 5       | 1975, 1990, 1998, 2005, 2016       |
| Olympique Gymnaste Club de Nice          | 4       | 1948, 1965, 1970, 1994             |
| Lille Olympique Sporting Club            | 4       | 1964, 1974, 1978, 2000             |
| Racing Club de Lens                      | 4       | 1937, 1949, 1973, 2009             |
| Football Club de Metz                    | 4       | 1935, 2007, 2014, 2019             |
| Montpellier Hérault Sport Club           | 3       | 1946, 1961, 1987                   |
| Olympique de Lyon                        | 3       | 1951, 1954, 1989                   |
| Association Sportive de Saint-Étienne    | 3       | 1963, 1999, 2004                   |
| Racing Club de Estrasburgo               | 3       | 1977, 1988, 2017                   |
| Toulouse Football Club                   | 3       | 1982, 2003, 2022                   |
| Red Star Football Club                   | 2       | 1934, 1939                         |
| Football Club Nancy                      | 2       | 1946, 1958                         |
| Grenoble Foot 38                         | 2       | 1960, 1962                         |
| Angers Sporting Club Ouest               | 2       | 1969, 1976                         |
| Stade Rennais Football Club              | 2       | 1956,1983                          |
| Football Club Sochaux-Montbéliard        | 2       | 1947, 2001                         |
| Athletic Club Ajaccien                   | 2       | 1967, 2002                         |
| Valenciennes Football Club               | 2       | 1972, 2006                         |
| Stade Malherbe Caen                      | 2       | 1996, 2010                         |
| Sporting Club Bastiais                   | 2       | 1968, 2012                         |
| Stade de Reims                           | 2       | 1966, 2018                         |
| FC Rouen                                 | 2       | 1936, 1982                         |
| Espérance Sportive Troyes Aube Champagne | 2       | 2015, 2021                         |
| Association de la Jeunesse Auxerroise    | 2       | 1980, 2024                         |
| Football Club Lorient                    | 2       | 2020, 2025                         |
| Nîmes Olympique                          | 1       | 1950                               |
| Stade Français FC                        | 1       | 1952                               |
| Club Sportif Sedan Ardennes              | 1       | 1955                               |
| Olympique Alès                           | 1       | 1957                               |
| París Saint-Germain Football Club        | 1       | 1971                               |
| Football Club de Gueugnon                | 1       | 1979                               |
| Stade Brestois 29                        | 1       | 1981                               |
| Tours Football Club                      | 1       | 1984                               |
| Racing Club de France Football           | 1       | 1986                               |
| FC Girondins de Burdeos                  | 1       | 1992                               |
| Football Club de Martigues               | 1       | 1993                               |
| Olympique de Marsella                    | 1       | 1995                               |
| La Berrichonne de Châteauroux            | 1       | 1997                               |
| Évian Thonon Gaillard FC                 | 1       | 2011                               |
| Association Sportive Monaco              | 1       | 2013                               |

## Máximos goleadores
| Año                    | Goles    | Futbolista                                                                                    | Club                                                |
| ---------------------- | -------- | --------------------------------------------------------------------------------------------- | --------------------------------------------------- |
| 1934                   | 54       | Jean Nicolas                                                                                  | FC Rouen                                            |
| 1935                   | 30       | Jean Nicolas                                                                                  | FC Rouen                                            |
| 1936                   | 45       | Jean Nicolas                                                                                  | FC Rouen                                            |
| 1937                   | 30       | Viktor Spechtl                                                                                | RC Lens                                             |
| 1938                   | 29       | Hugo Lammana                                                                                  | CA Paris                                            |
| 1939                   | 39       | Harold Newell Planques                                                                        | US Boulogne Toulouse FC (1937)                      |
| Segunda Guerra Mundial |          |                                                                                               |                                                     |
| 1946                   | 27       | Campiglia                                                                                     | SCO Angers                                          |
| 1947                   | 45       | Jozef "Pépé" Humpal                                                                           | FC Sochaux                                          |
| 1948                   | 28       | Henri Arnaudeau                                                                               | Girondins de Bordeaux                               |
| 1949                   | 41       | Camille Libar                                                                                 | Girondins de Bordeaux                               |
| 1950                   | 27       | Edmund Haan                                                                                   | Nîmes Olympique                                     |
| 1951                   | 23       | Thadée Cisowski                                                                               | FC Metz                                             |
| 1952                   | 34       | Egon Jonsson                                                                                  | Stade Français football                             |
| 1953                   | 27       | Bror Mellberg                                                                                 | Toulouse FC (1937)                                  |
| 1954                   | 36       | Jean Courteaux                                                                                | RC Paris                                            |
| 1955                   | 40       | Petrus Van Rhijn                                                                              | Valenciennes Football Club                          |
| 1956                   | 32       | Petrus Van Rhijn                                                                              | Valenciennes Football Club                          |
| 1957                   | 27       | Fernand Devlaeminck                                                                           | Lille OSC                                           |
| 1958                   | 29       | Egon Jonsson                                                                                  | FC Nancy                                            |
| 1959                   | 31       | Petrus Van Rhijn                                                                              | Stade Français football                             |
| 1960                   | 29       | Corbel                                                                                        | FC Rouen                                            |
| 1961                   | 28       | Casimir Kozakiewicz                                                                           | RC Strasbourg                                       |
| 1962                   | 21       | Serge Masnaghetti                                                                             | Valenciennes Football Club                          |
| 1963                   | 24       | Ernesto Gianella                                                                              | AS Béziers                                          |
| 1964                   | 21       | Abderrahmane Soukhane                                                                         | Le Havre AC                                         |
| 1965                   | 22       | Anton Groschulski                                                                             | Red Star Saint-Ouen                                 |
| 1966                   | 30       | Pierre Ferrazzi                                                                               | Grenoble Foot 38                                    |
| 1967                   | 23       | Etienne Sansonetti                                                                            | SC Bastia                                           |
| 1968                   | 26       | Jacques Bonnet                                                                                | Avignon Football 84                                 |
| 1969                   | 55       | Gérard Grizetti                                                                               | AS Angoulême                                        |
| 1970                   | 21       | Robert Blanc                                                                                  | FC Nancy                                            |
| 1971                   | 20       | Norte: Yves Triantafyllos Centro : Robert Blanc Sur : Emmanuel Koum                           | US Boulogne Limoges Foot 87 AS Monaco               |
| 1972                   | 20 28 40 | Gr. A : Pierre Pleimelding Gr. B : Yegba Maya Joseph Gr. C : Marc Molitor                     | Troyes AC Valenciennes Football Club RC Strasbourg  |
| 1973                   | 22 31    | Gr. A : Eugeniusz Faber Gr. B : Gérard Tonnel                                                 | RC Lens Troyes AC                                   |
| 1974                   | 26 24    | Gr. A : Erwin Wilczek Gr. B : Nestor Combin                                                   | Valenciennes Football Club Red Star Saint-Ouen      |
| 1975                   | 25 28    | Gr. A : Georges Tripp Gr. B : Jean Martínez                                                   | Stade Laval AS Nancy                                |
| 1976                   | 22 25    | Gr. A : Bozidar Antic Gr. B : Marc Berdoll                                                    | SM Caen SCO Angers                                  |
| 1977                   | 30 24    | Gr. A : Delio Onnis Gr. B : Albert Gemmrich                                                   | AS Monaco RC Strasbourg                             |
| 1978                   | 19 23    | Gr. A : Giudicelli Gr. B : Jean-Claude Garnier Gr. B : Pierre-Antoine Dossevi                 | Olympique Alès USL Dunkerque Tours FC               |
| 1979                   | 24 26    | Gr. A : Antoine Trivino Gr. B : Patrice Martet                                                | FC Gueugnon Stade Brestois                          |
| 1980                   | 16 19    | Gr. A : Alain Polaniok Gr. A : Bernard Ferrigno Gr. B : Jacky Vergnes Gr. B : Robert Pintenat | Stade de Reims Tours FC Montpellier HSC Toulouse FC |
| 1981                   | 32 22    | Gr. A : Robert Pintenat Gr. B : Marcel Campagnac                                              | Toulouse FC Sporting Club Abbeville                 |
| 1982                   | 18 25    | Gr. A : Marc Pascal Gr. B : Zarko Olaveric Gr. B : Isiaka Ouattara                            | Olympique de Marsella Le Havre AC FC Mulhouse       |
| 1983                   | 28 18    | Gr. A : Wlodzimierz Lubanski Gr. B : Christian Dalger                                         | Valenciennes Football Club Sporting Toulon Var      |
| 1984                   | 23       | Gr. A : Mario Relmy Gr. B : Omar Da Fonseca                                                   | Limoges Foot 87 Tours FC                            |
| 1985                   | 27 28    | Gr. A : John Eriksen Gr. B : Jorge Domínguez                                                  | FC Mulhouse OGC Nice                                |
| 1986                   | 22 29    | Gr. A : Jean-Marc Valadier Gr. B : Eugene N'Goy Kabongo                                       | Montpellier HSC RC Paris                            |
| 1987                   | 22 21    | Gr. A : Zvonko Kurbos Gr. B : Gaspard N'Gouete                                                | FC Mulhouse SC Bastia                               |
| 1988                   | 18 26    | Gr. A : Jean-Pierre Orts Gr. A : Stéphane Paille Gr. B : Patrice Martet                       | Olympique Lyonnais FC Sochaux FC Rouen              |
| 1989                   | 22 27    | Gr. A : Roberto Cabanas Gr. B : Robby Langers                                                 | Stade Brestois US Orléans                           |
| 1990                   | 26 21    | Gr. A : Didier Monczuk Gr. B : Jean-Pierre Orts                                               | RC Strasbourg FC Rouen                              |
| 1991                   | 23 19    | Gr. A : Didier Monczuk Gr. B : Christophe Lagrange                                            | RC Strasbourg SCO Angers                            |
| 1992                   | 22 21    | Gr. A : Jean-Pierre Orts Gr. B : Didier Monczuk                                               | FC Rouen RC Strasbourg                              |
| 1993                   | 21 18    | Gr. A : Franck Priou Gr. B : Jean-Pierre Orts                                                 | AS Cannes FC Rouen                                  |
| 1994                   | 27       | Yannick Le Saux                                                                               | Stade Briochin                                      |
| 1995                   | 31       | Tony Cascarino                                                                                | Olympique Marsella                                  |
| 1996                   | 30       | Tony Cascarino                                                                                | Olympique Marsella                                  |
| 1997                   | 23       | Samuel Michel                                                                                 | FC Sochaux                                          |
| 1998                   | 20       | Reginald Ray                                                                                  | Le Mans Union Club 72                               |
| 1999                   | 20       | Hamed Diallo                                                                                  | Stade Laval                                         |
| 2000                   | 17       | Amara Traoré                                                                                  | FC Gueugnon                                         |
| 2001                   | 21       | Francileudo Santos                                                                            | FC Sochaux                                          |
| 2002                   | 18       | Hamed Diallo                                                                                  | Amiens SC                                           |
| 2003                   | 20       | Cédric Fauré                                                                                  | Toulouse FC                                         |
| 2004                   | 17       | David Suarez                                                                                  | Amiens SC                                           |
| 2005                   | 24       | Bakari Koné                                                                                   | FC Lorient                                          |
| 2006                   | 16       | Jean-Michel Lesage                                                                            | Le Havre AC                                         |
|                        |          | Steve Savidan                                                                                 | Valenciennes Football Club                          |
| 2007                   | 18       | Jean-Michel Lesage                                                                            | Le Havre AC                                         |
|                        |          | Kandia Traore                                                                                 | Le Havre AC                                         |
| 2008                   | 28       | Guillaume Hoarau                                                                              | Le Havre AC                                         |
| 2009                   | 18       | Grégory Thil                                                                                  | US Boulogne                                         |
| 2010                   | 21       | Olivier Giroud                                                                                | Tours FC                                            |
| 2011                   | 23       | Sebastián Ribas                                                                               | Dijon FCO                                           |
| 2012                   | 15       | Cédric Fauré                                                                                  | Reims                                               |
| 2013                   | 23       | Mustapha Yatabaré                                                                             | EA Guingamp                                         |
| 2014                   | 23       | Andy Delort & Mathieu Duhamel                                                                 | Tours FC & SM Caen                                  |
| 2015                   | 18       | Mickaël Le Bihan                                                                              | Le Havre AC                                         |
| 2016                   | 21       | Famara Diedhiou                                                                               | Clermont Foot                                       |
| 2017                   | 23       | Adama Niane                                                                                   | ES Troyes AC                                        |
| 2018                   | 24       | Umut Bozok                                                                                    | Nîmes Olympique                                     |
| 2019                   | 27       | Gaëtan Charbonnier                                                                            | Stade Brestois 29                                   |
| 2020                   | 20       | Tino Kadewere                                                                                 | Le Havre Athletic Club                              |
| 2021                   | 22       | Mohamed Bayo                                                                                  | Clermont Foot 63                                    |
| 2022                   | 20       | Rhys Healey                                                                                   | Toulouse FC                                         |
| 2023                   | 23       | Georges Mikautadze                                                                            | FC Metz                                             |
| 2024                   | 22       | Alexandre Mendy                                                                               | SM Caen                                             |